# 斯文三世
斯文三世，又名斯文·格拉特（丹麥語：Svend III Grathe；約1125年—1157年10月23日），丹麥國王（1146年－1157年在位）。丹麥國王埃里克二世的私生子。
當父親埃里克二世與當時的國王尼爾斯爭奪王位時，斯文三世曾跟隨埃里克二世逃亡至挪威。1134年，埃里克二世獲得王位，可是三年後埃里克二世於1137年7月18日被一名貴族所殺，其外甥埃里克三世繼承王位。斯文三世被派去神神聖羅馬帝國皇帝康拉德三世的皇廷，因此此時斯文三世與康拉德三世的侄兒，未來的神聖羅馬帝國皇帝紅鬍子腓特烈成為朋友。
1146年，斯文三世回到丹麥其協助他的堂弟瓦爾德馬一世為父親克努特·那維特封聖，但是被斯科訥大主教所反對。同年當埃里克三世遜位，西蘭島的貴族推舉斯文三世為丹麥國王，而另一方面，日德蘭半島的貴族亦宣佈克努特五世為丹麥國王。自此，斯文三世在瓦爾德馬一世的支持下與克努特五世為爭奪王位於其後數年發動多場戰爭。1147年，兩人卻聯合參加文德十字軍，可惜最後仍是兵戎相見。數場戰役後，斯文三世逐步取得菲因島及部分的日德蘭半島，他將瓦爾德馬一世封為石勒蘇益格公爵。1152年，在紅鬍子腓特烈一世在梅澤堡的調停下，斯文三世成為主要的丹麥國王，而克努特五世卻獲得丹麥國土的主要部份，而瓦爾德馬一世仍保留石勒蘇益格公國。可是，斯文三世立即違反協議，只給很少的土地給克努特五世，加上斯文三世的暴君性格及偏向德意志的行為，斯文三世國王的地位開始動搖。
1154年，克努特五世聯合瓦爾德馬一世及斯渥克爾一世組成同盟，並迫使斯文三世逃亡出丹麥。克努特五世於是與瓦爾德馬一世共治丹麥。其後斯文三世在薩克森公爵獅子亨利支持下回國，終於在1157年在丹麥貴族施壓下，克努特五世、斯文三世及瓦爾德馬一世三人共同統治丹麥，由克努特五世統治西蘭島。
1157年8月9日，一場在羅斯基勒舉行的和平晚宴中，斯文三世陰謀殺害克努特五世及瓦爾德馬一世。在這場名為「羅斯基勒流血晚宴」之中，克努特五世涉嫌被斯文三世的侍衛殺害。其後，斯文三世逃至日德蘭。因為克努特五世的同母異父妹妹是瓦爾德馬一世的妻子，瓦爾德馬一世為妻舅報仇終於在同年的格拉特希夫戰役中將斯文三世打敗，斯文三世因座騎陷入沼澤而被農民擒下並殺害。瓦爾德馬一世成功統一了丹麥。